# Luana Amorim Madeira
Luana Amorim Madeira (Vitória (Espírito Santo), 2 de maio de 1984) é uma voleibolista brasileira. Começou a jogar vôlei aos 13 anos. Aos 18 anos, decidiu trocar as quadras pelas areias. Forma uma dupla com a conterrânea Liliane Maestrini. Luana é considerada uma das três revelações do Circuito Banco do Brasil em 2006.[carece de fontes?]

## Principais resultados
- 4ª colocada no Campeonato Brasileiro Sub-21 em 2004
- 3ª colocada na etapa Challenger de São Luis (MA) do Cicuito Banco do Brasil 2008
- campeã da etapa Challenger do Circuito Banco do Brasil 2006 em Palmas
- vice-campeã da etapa Challenger do Circuito Banco do Brasil 2006 em Natal
- vice-campeã da etapa Challenger do Circuito Banco do Brasil 2006 em São Luis;